# 終極天險
《垂直极限》（英語：Vertical Limit），是2000年的冒險驚悚電影，由馬丁·坎貝爾執導，羅拔·京治編劇，並由克里斯·奧唐納、比爾·派斯頓、羅賓·東尼、斯科特·格倫、特穆拉·莫里森、史考特·葛倫、伊沙貝拉·斯科魯普科等主演。電影由哥倫比亞影業發行，並於2000年12月8日上映，其獲得的評價好壞參半，票房收益也獲得$2.15億美元。
此電影是導演坎貝爾跟演員斯圖爾特·威爾遜繼1994年的《捍衛時空戰士》及1998年的《蒙面俠蘇洛》後的第三度合作。

## 情節
加瑞特一家在亞利桑那州的紀念碑山谷攀岩時，在彼得與安妮上方的父親─羅斯，被兩名由上面跌下來的業餘攀岩者撞下，連接他們三人的繩索令彼得與安妮兩兄妹也同樣掉下來。
剩下那個裝在岩隙內的活動岩械令他們三人懸掛在半空中，而那兩名攀岩者最終跌死了。位於最上方的安妮無法把活動岩械插在附近的岩隙內，而僅存的那個活動岩械亦不能承受三人的重量，在快要從岩壁中鬆脫出來的時候，羅斯叫在中間的彼得用刀把自己的繩索割斷，好讓他們活命。在生死存亡之際，彼得不忍地把繩索割斷了......
三年過去了，彼得自那次意外後便不再爬山，轉擔任國家地理雜誌的攝影師，而安妮則繼續她的攀山之旅。有一次，他被派到喜瑪拉雅山脈裏拍攝動物的照片，與他同行的助手卻受了傷，彼得於是與他一起到K2基地的醫療中心。
在基地裏，彼得遇到安妮，她因為接受了航空公司老闆──伊諾的邀請而來到這裏，在領隊──湯的帶領下，準備攀登喬戈里峰（K2）。出發前，基地預料K2附近的天氣良好，可是，當安妮與伊諾等人在二萬多呎的時候，天氣開始轉壞，但伊諾卻不聽領隊的勸告，堅持要登頂。
在基地的彼得準備離去時，他亦發現K2的天氣開始變壞，並決定留在基地，但這時，惡劣的天氣令安妮一行人已經到了進退兩難的地步。雪崩終於發生了，湯受了重傷，與伊諾及安妮三人被困在山洞裏，而他們的物資只能維持20多小時，若他們等不到救援，便會因肺水腫而死亡。
彼得為此招集自願者，組成一隊6個人的救援隊，當中包括蒙哥馬利、蒙妮、班治兄弟以及卡林，彼得更向巴基斯坦軍方借來3支硝化甘油來炸開岩石。在拯救途中，他們除了要面對登山帶來的困難外，還要顧及硝化甘油的安全以及與時間競賽......

## 演員
- 克里斯·奧唐納 飾 彼得·加瑞特（Peter Garrett）
- 羅賓·東尼 飾 安妮·加瑞特（Annie Garrett）
- 斯圖爾特·威爾遜 飾 羅斯·加瑞特（Royce Garrett）
- 比爾·帕克斯頓 飾 伊諾·沃恩（Bill Paxton）
- 斯科特·格倫 飾 蒙哥馬利·域克（Montgomery Wick）
- 伊沙貝拉·斯科魯普科 飾 蒙妮·奧伯丁（Monique Aubertine）
- 特穆拉·莫里森 飾 拉蘇爾少校（Major Rasul）
- 羅拔·泰勒 飾 跳躍·泰勒（Skip Taylor）
- 尼古拉斯·李（英语：Nicholas Lea） 飾 湯·麥拿倫（Tom McLaren）
- 亞歷山大·賽迪（英语：Alexander Siddig） 飾 卡林·納西（Kareem Nazir）
- 大衛·希文（英语：David Hayman） 飾 弗蘭克·「電鋸」·威廉斯（Frank 'Chainsaw' Williams）
- 本·門德爾松（英语：Ben Mendelsohn） 飾 麥爾科姆·班治（Malcolm Bench）
- 史蒂夫·勒·馬昆德（英语：Steve Le Marquand） 飾 西里爾·班治（Cyril Bench）
- 羅繖·塞斯（英语：Roshan Seth） 飾 阿米爾·薩利姆上校（Colonel Amir Salim）
- 埃德·維斯特斯（英语：Ed Viesturs）為此電影作友情客串，飾演跟自己同名的攀山教練[1]。

## 製作
本片的主體拍攝於1999年8月2日開始，在新西蘭進行製作。

## 軼事
- 為了顧及演員與工作人員的安全，電影的拍攝並不是在喬戈里峰，而是位於新西蘭的庫克山。
- 在電影一開始，其中一個角色──蒙哥馬利·域克沒有腳趾，這雙腳並不是演員斯科特·格倫的，而是一個叫Mark Wetu登山家。1994年，他在珠穆朗瑪峰大約海拔28,000呎的時候，因花了整晚時間在雪地而失去所有腳趾。
- 演員們在片中使出很多自己的絕技。
- 導演馬丁·坎貝爾第一次在自己的家鄉紐西蘭進行拍攝工作。
- 美國登山家埃德·維斯圖爾斯（英语：Ed Viesturs）在電影中扮演自己。

## 外部連結
- 互联网电影数据库（IMDb）上《終極天險》的资料（英文）